# Scotophaeus
Scotophaeus is een geslacht van spinnen uit de familie bodemjachtspinnen (Gnaphosidae).

## Soorten
De volgende soorten zijn bij het geslacht ingedeeld:
- Scotophaeus aculeatus Simon, 1914
- Scotophaeus affinis Caporiacco, 1949
- Scotophaeus afghanicus Roewer, 1961
- Scotophaeus arboricola Jézéquel, 1965
- Scotophaeus bersebaensis Strand, 1915
- Scotophaeus bharatae Gajbe, 1989
- Scotophaeus bifidus Schmidt & Krause, 1994
- Scotophaeus blackwalli (Thorell, 1871)
  - Scotophaeus blackwalli isabellinus (Simon, 1873)
  - Scotophaeus blackwalli politus (Simon, 1878)
- Scotophaeus brolemanni Simon, 1914
- Scotophaeus cecileae Barrion & Litsinger, 1995
- Scotophaeus correntinus Mello-Leitão, 1945
- Scotophaeus crinitus Jézéquel, 1965
- Scotophaeus dispulsus (O. P.-Cambridge, 1885)
- Scotophaeus domesticus Tikader, 1962
- Scotophaeus fabrisae Caporiacco, 1950
- Scotophaeus faisalabadiensis Ghafoor & Beg, 2002
- Scotophaeus gridellii Caporiacco, 1928
- Scotophaeus hierro Schmidt, 1977
- Scotophaeus hunan Zhang, Song & Zhu, 2003
- Scotophaeus insularis Berland, 1936
- Scotophaeus invisus (O. P.-Cambridge, 1885)
- Scotophaeus jacksoni Berland, 1936
- Scotophaeus jinlin Song, Zhu & Zhang, 2004
- Scotophaeus kalimpongensis Gajbe, 1992
- Scotophaeus lamperti Strand, 1906
- Scotophaeus lindbergi Roewer, 1961
- Scotophaeus madalasae Tikader & Gajbe, 1977
- Scotophaeus marleyi Tucker, 1923
- Scotophaeus mauckneri Schmidt, 1956
- Scotophaeus merkaricola Strand, 1907
- Scotophaeus meruensis Tullgren, 1910
- Scotophaeus microdon Caporiacco, 1933
- Scotophaeus musculus (Simon, 1878)
- Scotophaeus nanoides Wunderlich, 2011
- Scotophaeus nanus Wunderlich, 1995
- Scotophaeus natalensis Lawrence, 1938
- Scotophaeus nigrosegmentatus (Simon, 1895)
- Scotophaeus nossibeensis Strand, 1907
- Scotophaeus nyrensis Simon, 1909
- Scotophaeus parvioculis Strand, 1906
- Scotophaeus peninsularis Roewer, 1928
- Scotophaeus poonaensis Tikader, 1982
- Scotophaeus pretiosus (L. Koch, 1873)
- Scotophaeus purcelli Tucker, 1923
- Scotophaeus quadripunctatus (Linnaeus, 1758)
- Scotophaeus rajasthanus Tikader, 1966
- Scotophaeus rebellatus (Simon, 1880)
- Scotophaeus regularis Tullgren, 1910
- Scotophaeus relegatus Purcell, 1907
- Scotophaeus retusus (Simon, 1878)
- Scotophaeus rufescens (Kroneberg, 1875)
- Scotophaeus schenkeli Caporiacco, 1949
- Scotophaeus scutulatus (L. Koch, 1866)
- Scotophaeus semitectus (Simon, 1886)
- Scotophaeus simlaensis Tikader, 1982
- Scotophaeus strandi Caporiacco, 1940
- Scotophaeus tubicola Schmidt, 1990
- Scotophaeus typhlus Schmidt & Piepho, 1994
- Scotophaeus validus (Lucas, 1846)
- Scotophaeus westringi Simon, 1914
- Scotophaeus xizang Zhang, Song & Zhu, 2003